# Зенфтенберг
Зенфтенберг (на немски: Senftenberg, на сорбски Zły Komorow) е град в южен Бранденбург, Германия с 24 987 жители (към 31 декември 2013 г.).
Намира се на река Шварце Елстер в граничния район към Саксония, на 40 km югозападно от Котбус и около 60 km северно от Дрезден.
Зенфтенберг е споменат за пръв път в документ от 6 октомври 1279 г. От 1368 г. е собственост на Бохемия. От 1448 г. градът и господството са почти 400 години към Саксония. Около 1860 г. са намерени лигнитни въглища и е енергийна централа по време на ГДР.